# Prinia buchanani
Prinia buchanani е вид птица от семейство Cisticolidae.

## Разпространение
Видът е разпространен в Индия и Пакистан.